# المستشفى الجامعي الدولي الشيخ خليفة
المستشفى الجامعي الدولي الشيخ خليفة هو مستشفى خاص متعدد التخصصات تأسّس سنة 1998، يقدم مجموعة من العلاجات والخدمات الطبية. تابع لمؤسسة الشيخ زايد بالرباط.

## تاريخ
افتتح المستشفى عام 1998. من عام 2008 إلى عام 2012، تم اعتماد تحديث للوضع التنظيمي. تم إنشاء ملحق بمساحة 20.000 متر مربع في عام 2012.

## روابط خارجية
- الموقع الرسمي